# Agència de Ciberseguretat de Catalunya
L'Agència de Ciberseguretat de Catalunya (ACC) és un òrgan del Govern de Catalunya que s'encarrega de prevenir, detectar, respondre i investigar incidents o amenaces a les xarxes de comunicacions electròniques i als sistemes d'informació públics, i de planificar, gestionar, coordinar i supervisar la ciberseguretat a Catalunya, minimitzar els danys i el temps de recuperació de les xarxes i els sistemes en cas de ciberatac i col·laborar amb els cossos policials i les autoritats judicials. Depèn del Departament de la Presidència i substitueix el Centre de Seguretat de la Informació de Catalunya.